# Aeroportul Alpha
Aeroportul Alpha (IATA: ABH, ICAO: YAPH) este un aeroport din Queensland, Australia ce deservește zona Alpha⁠(d). A fost numit după zona deservită.
Situat la o altitudine de 383 m, aeroportul dispune de o singură pistă.